# 莫桑比克国徽
莫桑比克國徽是由莫桑比克憲法第194條規定的。呈圓形。中間為代表建設新生活的太陽。前有交叉的鋤頭和AK-47步槍，下為書本，象徵農民和農業生產、國防和教育。圓形底部為莫桑比克地圖和海洋。圓周為象徵工人和工業的齒輪，上有紅色五角星。外飾以玉米和甘蔗花環，兩者皆為當地主要農產品。飾帶以葡萄牙語書上國名。
其國徽與朝鮮民主主義人民共和國國徽頗為相似。

## 历代国徽
- 莫桑比克人民共和国（1975-1982）
- 莫桑比克人民共和国（1982-1990）
- 莫桑比克共和国（1990-）

## 类似国徽

### 歷史上社會主義共和國的國徽
- 蘇聯國徽
- 德意志民主共和國國徽
- 南斯拉夫社會主義聯邦共和國國徽
- 蒙古人民共和國國徽

### 現行社會主義共和國的國徽
- 中华人民共和国国徽
- 越南社会主义共和国国徽
- 老挝人民民主共和国国徽
- 朝鲜民主主义人民共和国国徽

### 前社會主義共和國的國徽
- 白俄罗斯国徽
- 乌兹别克斯坦国徽
- 塔吉克斯坦国徽
- 北马其顿国徽
- 安哥拉国徽